# Pakol

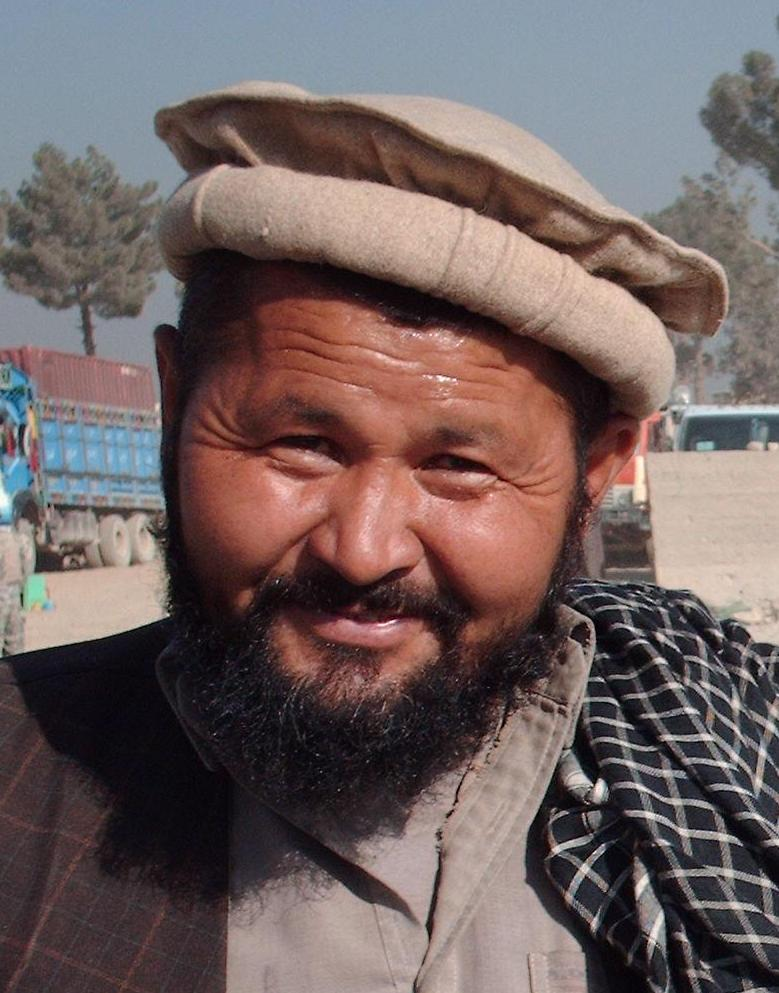
Un Afghan coiffé du pakol.

Le pakol (en pachto et persan : پکول ; en ourdou : پکول) est un béret traditionnel en laine à gros bourrelets porté au Pakistan et en Afghanistan.
Un lien infondé est souvent évoqué entre ce couvre-chef et la causia macédonienne. Les troupes grecques l'auraient transmis aux populations locales lors des campagnes d'Alexandre le Grand. L'inverse a également été suggéré,. Néanmoins, des travaux plus récents invalident ces deux hypothèses,.

## Histoire contemporaine

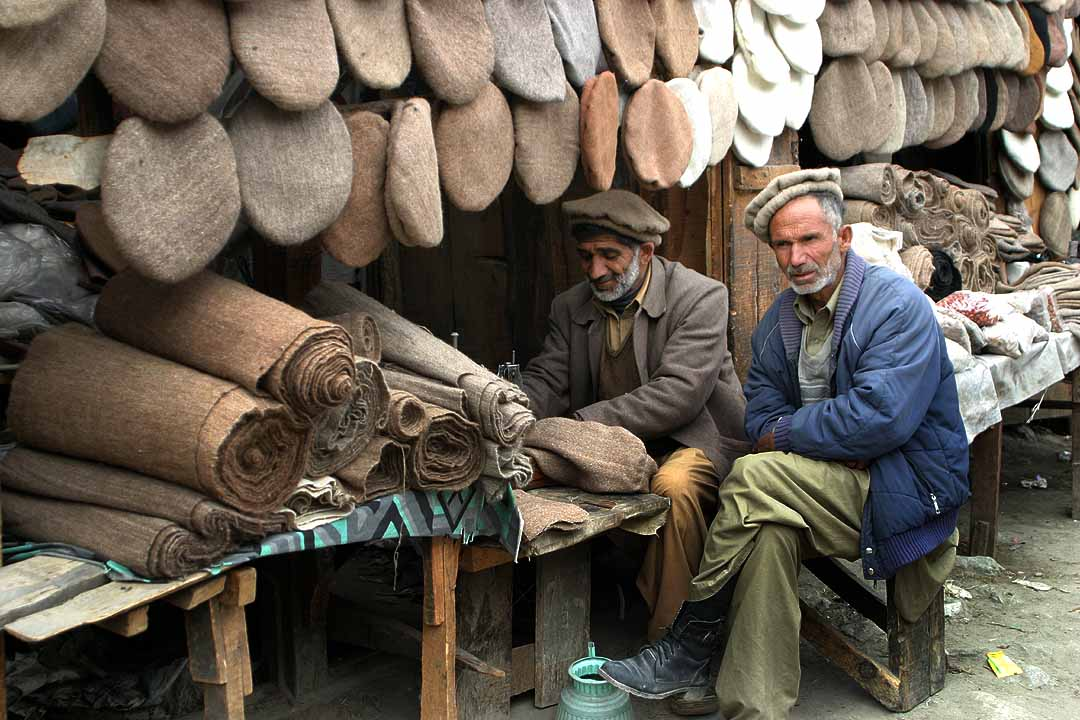
Artisans vendant des pakols.

Durant la première période talibane en Afghanistan, entre 1996 et 2001, le pakol est associé par le pouvoir en place à leurs adversaires moudjahidines Tadjiks du nord-est du pays, ce qui conduira à son interdiction. Le couvre-chef reviendra cependant après la chute des talibans.
Au Pakistan et en Afghanistan, l'origine de ce couvre-chef se situerait à Chitral, au Pakistan. Le pakol est largement utilisé au Gilgit-Baltistan et dans d'autres régions du Pakistan, ainsi que par divers groupes ethniques en Afghanistan.